# Attila Valter
Attila Valter   (Csömör, 12 de juny de 1998) és un ciclista hongarès, professional des del 2018. Actualment corre a l'equip Team Visma-Lease a Bike.
El 2018 va córrer amb el Pannon, un nou equip continental hongarès. Aquell any es proclamà campió nacional sub-23 de ciclisme en ruta i contrarellotge. El 2019 guanyà el campionat nacional absolut de contrarellotge i una etapa al Tour de l'Avenir com a resultats més destacats.
El 25 novembre 2019 es va fer públic el seu fitxatge per l'equip del World Tour CCC. Va destacar en el Tour dels Alps Marítims i del Var, on guanyà la classificació dels joves i fou desè de la classificació general, però la pandèmia de Covid-19 aturà bona part de la temporada. En la represa fou desè al Giro de Piemont, però el seu èxit més destacat fou la victòria a la general de la Volta a Hongria.
El 2021 fitxà pel Groupama-FDJ. A la de la sisena etapa del Giro d'Itàlia es va vestir de rosa, cosa que no havia aconseguit cap altra ciclista hongarès en els més de 100 anys d'història de la cursa.

## Palmarès
- 2018
  -  Campió d'Hongria en ruta sub-23
  -  Campió d'Hongria en contrarellotge sub-23
- 2019
  -  Campió d'Hongria en contrarellotge
  - 1r al Gran Premi ciclista de Gemenc
  - Vencedor d'una etapa de l'Istrian Spring Trophy
  - Vencedor d'una etapa al Tour de l'Avenir
- 2020
  - 1r a la Volta a Hongria i vencedor d'una etapa
- 2022
  -  Campió d'Hongria en ruta
- 2023
  -  Campió d'Hongria en ruta
  -  Campió d'Hongria en contrarellotge
- 2024
  -  Campió d'Hongria en ruta

### Resultats al Giro d'Itàlia
- 2020. 27è de la classificació general
- 2021. 14è de la classificació general. Porta el  mallot rosa durant 3 dies
- 2022. 35è de la classificació general

### Resultats a la Volta a Espanya
- 2023. 22è de la classificació general